# Николаевка (Темниковский район)
Николаевка  — деревня в составе  Бабеевского сельского поселения Темниковского района Республики Мордовия.

## География
Находится на расстоянии примерно 12 километров на юго-запад от районного центра города Темников.

## Население
| 2002 | 2010 |
| ---- | ---- |
| 13   | ↘7   |